# Jan Wolak
Jan Wolak (ur. 1 stycznia 1895 we Lwowie, zm. 30 kwietnia 1977 w Gdańsku) – polski piłkarz, grający na pozycji pomocnika.

## Kariera piłkarska
Karierę piłkarską rozpoczął w klubie Pogoń Lwów, w składzie którego w sezonie 1922 rozegrał 4 mecze i zdobył mistrzostwo. Przeważnie grał na pozycji pomocnika.

## Sukcesy i odznaczenia

### Sukcesy piłkarskie
- mistrz Polski: 1922